# 羽田奈緒子
羽田 奈緒子（はねだ なおこ、10月18日 - ）は、山形県出身の小説家。

## 略歴
甲南大学文学部日本語日本文学科在学中の2004年に、『世界最大のこびと』で第0回MF文庫Jライトノベル新人賞佳作入選、デビュー。

## 作品リスト
- 世界最大のこびと（メディアファクトリー 、2004年8月 ISBN 4-8401-1132-4）
- 世界最大のこびと2 世界最小の再会（メディアファクトリー、2004年11月 ISBN 4-8401-1176-6）
- くるくるリアル（メディアファクトリー、2005年8月 ISBN 4-8401-1412-9）